# ゴンドラの戦い
ゴンドラの戦い（ゴンドラのたたかい、スペイン語: Combates en Gondra）はチャコ戦争中の1933年7月11日から7月15日にかけて、ゴンドラ砦（Gondra）近くに駐在するパラグアイ第1師団とボリビア第4師団の間で戦われた戦闘。戦闘は第二次ナナワの戦いの直後に行われた。パラグアイ第1師団はゴンドラ南西の深い森を経由してボリビア第4師団を数回襲撃した後、包囲した。ボリビアのゲルマン・ブッシュ大尉率いる第34歩兵連隊とランサ騎兵連隊（Lanza）は後衛として、包囲されたパラグアイ軍の北への撤退を援護した。パラグアイ軍はカンポ31（Campo 31）というアリウアタ（Alihuatá）に通じる平原に撤退した。一方、ボリビアの第3ペレス歩兵連隊（Pérez）はゴンドラから6キロメートル西のカンポ・ビア（Campo Vía）という乾いた川の東部で再びパラグアイの進軍を阻止した。7月15日、ボリビア軍は重装備を全て保持して撤退することに成功した。